# Peliala
Peliala is een geslacht van vlinders van de familie spinneruilen (Erebidae), uit de onderfamilie Hypeninae.

## Soorten
- P. affinis Zeller
- P. amethystalis Möschler
- P. anda Druce, 1890
- P. andria Druce, 1890
- P. caeruleopicta Schaus, 1913
- P. covitalis Schaus, 1916
- P. demonalis Schaus, 1904
- P. fecialis Grote, 1873
- P. fuliginea Hayes, 1975
- P. hemonalis Walker, 1859
- P. leniusculalis Walker
- P. leuctra Druce, 1890
- P. levana Druce, 1890
- P. lollia Druce, 1890
- P. luxo Druce

- P. munda Warren, 1889
- P. pacificalis Walker, 1859
- P. peruvialis Schaus, 1904
- P. pintica Dognin, 1897
- P. tenebrosa Walker, 1865
- P. tithonalis Schaus, 1913
- P. xenaresalis Walker, 1859
- P. zarabena Schaus, 1904